# 齐豹
齐豹（？—前522年），是春秋时期卫国的司寇。齐恶之子。是世袭大夫，因为做事不义，《春秋经》记载他为“盗”。
衛靈公的兄弟公孟絷轻慢齐豹，剥夺了齐豹的司寇官职和鄄地。有战事就让他回去，没事就占取过来。公孟絷也讨厌北宫喜、褚师圃。公子朝和卫襄公夫人宣姜私通，想乘机兵變。因此齐豹、北宫喜、褚师圃、公子朝联合发动叛乱。齐豹推荐宗鲁给公孟絷做骖乘。齐豹将叛乱，对宗鲁说他将要杀死公孟，叫宗鲁不要和公孟一起乘车。
卫灵公十三年（前522年）六月廿九，卫灵公正在平寿，公孟絷在盖获之门外祭祀，齐豹在门外设置帷帐，里边埋伏甲士。到达曲门中，齐豹用戈敲击公孟，宗鲁用背部遮护公孟，折断了胳臂，戈击中公孟的肩膀。齐豹把他们一起杀死了。
卫灵公听说动乱，驱车从阅门进入国都。经过齐氏那里，齐豹用箭射卫灵公，射中公南楚的脊背，卫灵公就逃出国都。齐豹的家宰渠子召北宫喜。北宫喜的家宰不让他知道密谋的事，策划杀死了渠子，并乘机攻杀了齐豹。六月三十日，卫灵公回到国都。